# Хелловін. Кінець
«Хелловін. Кінець» (англ. Halloween Ends) — американський слешер-фільм 2022 року, знятий Девідом Ґордоном Ґріном за сценарієм Ґріна, Денні МакБрайда, Пола Бреда Логана і Кріса Берньє. Це продовження фільму «Хелловін убиває» (2021), тринадцята частина франшизи «Хелловін» і останній фільм в трилогії сиквелів, що розпочалась з фільму 2018 року, який безпосередньо слідує за фільмом 1978 року і ігнорує всі інші частини. У фільмі знялись Джеймі Лі Кертіс, Джеймс Джуд Кортні, Енді Матічак, Вілл Паттон, Рохан Кемпбелл і Кайл Річардс, а Кертіс і Нік Касл востаннє виконали ролі Лорі Строуд и Майкла Маєрса відповідно.
Перед прем'єрою «Хелловіна» в 2018 році Мак Брайд підтвердив, що вони з Ґріном хотіли представити два фільми, які б знімались один за іншим, але вирішили відмовитись від цієї ідеї і почекати реакції на перший фільм. Після успіху першого фільму в липні 2019 року було оголошено назву фільму «Хелловін убиває». Після затримки через пандемію коронавірусної хвороби знімання відбувалося у Джорджії з січня по березень 2022 року.
Прем'єра фільму «Хелловін. Кінець» відбулась 11 жовтня 2022 року на фестивалі Beyond Fest в Лос-Анджелесі, а 14 жовтня 2022 року він вийшов у прокат в США компанією Universal Pictures. Як і «Хелловін убиває», він також одночасно транслюється на платних рівнях сервісу Peacock протягом 60 днів. Фільм отримав змішані відгуки; хоча деякі критики зауважили що він вийшов краще за свого попередника, його сценарій викликав критику, а фільм загалом був визнаний таким, що розчаровує завершення трилогії.

## Сюжет
Минуло 4 роки від подій, показаних у попередньому фільмі. Майкла Майєрса давно вже ніхто не бачив. Лорі Строуд (Джеймі Лі Кертіс) живе разом зі своєю онучкою Елісон (Енді Метічак). Жінці набридло постійно перебувати у страху, тож вона вирішила відпустити увесь свій біль та жити спокійним життям. Зараз вона пише мемуари. Безтурботні дні закінчуються, коли місцевого хлопця Корі (Роен Кемпбелл) звинувачують у вбивстві малюка, за яким він доглядав. Прийшов час Лорі вивільнити усе те, що вона роками тримала у собі.

## Акторський склад
- Джеймі Лі Кертіс — Лорі Строуд
- Енді Метічак — Еллісон Нельсон
- Нік Касл — Майкл Маєрс (частина сцен)
- Джеймс Джуд Кортні — Майкл Маєрс
- Кайл Річардс — Ліндсі Волесс
- Вілл Паттон — офіцер Гокінс
- Роен Кемпбелл — Корі Каннінгем